# Pedro de Navarra y de la Cueva
Pedro de Navarra y de la Cueva (ca. 1499-Toledo, 2 de marzo de 1556), fue un noble navarro, I marqués de Cortes, VI vizconde de Muruzábal y VII mariscal de Navarra, que desempeñó los cargos de corregidor de Córdoba, corregidor de Toledo, asistente de Sevilla, gobernador de Galicia, presidente del Consejo de la Orden de Santiago e interino de las de Calatrava y Alcántara, consejero de Estado.

## Biografía
Fue hijo de Pedro de Navarra y Lacarra y de Mayor de la Cueva y Mendoza, hija de Beltrán de la Cueva y Mercado, duque de Alburquerque. Sirvió a los reyes Juan III de Albret y Catalina I de Navarra en su lucha por mantener el trono de Navarra. Entre 1521-1523, a su heredero Enrique II de Navarra en un último intento de recuperar la Navarra cispirenáica por las armas.
El 29 de abril de 1524 se acogió a la amplia amnistía ofrecida por Carlos I a quienes le jurasen fidelidad, y recuperó todas sus posesiones y títulos como el vizcondado de Muruzábal y la mariscalía de Navarra. A partir de entonces sirvió al monarca en diferentes cargos, entre ellos gobernador de Toledo, gobernador de Córdoba, asistente de Sevilla entre 1538 y 1542 y gobernador de Galicia. Fue caballero de la orden de Santiago.
En 1532 compró la villa de Cortes. En 1539 fue erigida en marquesado por Carlos I.
El 1526 casó con Ladrona Enríquez de Lacarra y Navarra, hija de Juan Enríquez de Lacarra, VI señor de Ablitas, y de Isabel de Peralta. De este matrimonio nació Jerónima de Navarra y Enríquez de Lacarra, II marquesa de Cortes.